# Sporohantkenina
Sporohantkenina es un género de foraminífero planctónico considerado un sinónimo posterior de Hantkenina de la familia Hantkeninidae, de la superfamilia Hantkeninoidea, del suborden Globigerinina y del orden Globigerinida. Su especie tipo era Hantkenina brevispina. Su rango cronoestratigráfico abarca desde el Luteciense hasta el Bartoniense (Eoceno medio).

## Descripción
Su descripción podría coincidir con la del género Hantkenina, ya que Sporohantkenina ha sido considerado un sinónimo subjetivo posterior. Sin embargo, es más acertado considerar que su descripción coincide con la del género Cribrohantkenina, ya que Sporohantkenina fue originalmente descrito como este último género aunque su especie tipo fuera asignada incorrectamente a Hantkenina brevispina.

## Discusión
Sporohantkenina fue propuesto como un subgénero de Hantkenina, es decir, Hantkenina (Sporohantkenina). Sporohantkenina agrupaba formas más tarde incluidas en Cribrohantkenina. Sin embargo, su especie tipo pertenece a Hantkenina y, por esta razón, debe ser considerado un sinónimo subjetivo posterior de este último género. No obstante, el autor figuró ejemplares de su especie tipo que malidentificó como pertenecientes a Hantkenina brevispina y que en realidad pertenecen a Cribrohantkenina bermudezi, la cual a su vez ha sido considerada un sinónimo posterior de Cribrohantkenina inflata. Se planteó restablecer el nombre genérico Sporohantkenina como un sinónimo anterior con prioridad sobre Cribrohantkenina según los artículos 67j y 70 del ICZN, pero no ha habido resolución al respecto.

## Clasificación
Sporohantkenina incluía a la siguiente especie:
- Sporohantkenina brevispina †